# Micrococcidae
Micrococcidae Silvestri è una piccola famiglia di insetti appartenente all'ordine dei Rincoti Omotteri, superfamiglia Coccoidea.

## Descrizione
Le femmine hanno corpo di forma semisferica o semiovoidale, di colore rosso o rosato, lungo pochi millimetri. In Molluscococcus la forma ricorda quello dei Molluschi Bivalvi.
Sono provviste di antenne di tre articoli e apparato boccale pungente-succhiante con rostro di un solo articolo. Le zampe hanno tibie e tarsi fusi. Nell'addome, l'apertura anale è circondata da un anello sclerificato provvisto di molte setole.
Il maschio è attero, contrariamente a quanto si riscontra nella maggior parte delle cocciniglie.

## Biologia
I Micrococcidi sono insetti terricoli che vivono a spese delle radici di graminacee. Lo sviluppo postembrionale si svolge in 4 stadi nelle femmine e in 5 nei maschi.
Le specie del genere Micrococcus sono mirmecofile: durante lo sviluppo postembrionale vivono nei nidi delle formiche fino allo stadio di neanide di 3ª età, per poi spostarsi sulle radici delle piante ospiti.
In Micrococcus bodenheimeri il ciclo si svolge con una sola generazione l'anno, adattato al ciclo fenologico delle graminacee autunno-primaverili in ambiente mediterraneo. La diapausa si svolge, infatti, durante l'estate (estivazione), mentre lo svernamento ha luogo nel terreno sulle radici dell'ospite.
Occasionalmente possono arrecare qualche danno ai cereali, ma nel complesso si tratta di specie di scarsa importanza sotto l'aspetto economico.

## Sistematica
La famiglia comprende circa solo specie ripartite fra due generi:
- Micrococcus, con le seguenti specie:
  - M. bodenheimeri
  - M. confusus
  - M. dumonti
  - M. longispinus
  - M. rungsi
  - M. silvestrii
  - M. similis
- Molluscococcus, con la sola specie:
  - M. fibrillae

## Distribuzione
La famiglia ha un areale circoscritto alle sole regioni paleartica occidentale e afrotropicale. Micrococcus è rappresentato nel bacino mediterraneo, Molluscococcus nell'Africa australe (Zimbabwe).
In Italia sono presenti due sole specie, la cui presenza è citata anche in Nordafrica e Israele:
- Micrococcus silvestrii. Presente nell'Italia meridionale e in Sardegna (non ci hanno informazioni relative alla Sicilia);
- Micrococcus similis. Presente in Sardegna. Secondo Fauna Europaea, la specie sarebbe presente anche nella penisola e in Croazia[3].

Le due specie differiscono per l'anello anale: la silvestriis ha l'anello con 15 setole, la similis con 22 setole.